# Schmerzschwelle
Mit Schmerzschwelle, auch Schmerzempfindungsschwelle oder Schmerzgrenze, bezeichnet man in der Akustik und in der Medizin die niedrigste Stärke eines Reizes, der vom Probanden als schmerzhaft empfunden wird. Auch die Bezeichnung „Fühlschwelle“ kommt vor. Sie kann mit quantitativer sensorischer Testung ermittelt werden.

## Akustische Schmerzschwelle
Die akustische Schmerzschwelle des Menschen ist nicht allgemeingültig eindeutig festzulegen, da einerseits eine Belastung von Versuchspersonen bis zur Schmerzgrenze sehr unangenehm ist und irreparable Hörschäden hervorrufen kann und zum anderen das Schmerzempfinden individuell unterschiedlich ist. In der Literatur werden als Schmerzschwelle Schalldruckpegelwerte zwischen 120 dB und 140 dB bzw. Schalldrücke zwischen 20 Pa und 200 Pa angegeben.
| Schmerzschwelle  | Schmerzschwelle | Schmerzschwelle |
| ---------------- | --------------- | --------------- |
| Schalldruckpegel | Schalldruck     |                 |
| 140 dBSPL        | 200 Pa          |                 |
| 137.5 dBSPL      | 150 Pa          |                 |
| 134 dBSPL        | 100 Pa          |                 |
| 130 dBSPL        | 63 Pa           |                 |
| 120 dBSPL        | 20 Pa           |                 |

Die Schmerzschwelle hängt weniger als die Hörschwelle von der Frequenz ab und begrenzt die Hörfläche nach oben. Unterhalb der Schmerzschwelle gibt es die Unbehaglichkeitsschwelle.

## Thermische Schmerzschwellen
Bei gesunden Erwachsenen liegt die Schwelle der Schmerz-Wahrnehmung infolge Erwärmung (bei der die Wärme-Nozizeptoren in der Haut aktiviert werden) zwischen 33 °C und 53 °C, im Durchschnitt bei etwa 44 °C. Die Hitze-Schmerzschwelle ist abhängig unter anderem von der Untersuchungstechnik, dem Alter des Probanden und der anatomischen Lokalisation. Die Schwellenwerte zur Erregung isolierter Schmerznervenfasern vom Typ Aδ (Aδ-Fasern) liegen bei +42 °C (Hitzeschmerz) und +7,6 °C (Kälteschmerz), diejenigen isolierter C-Fasern liegen bei +40,3 °C (Hitzeschmerz) bzw. +10,1 °C (Kälteschmerz). Wenn thermische Einwirkungen jenseits der Schwellenwerte eine bestimmte Dauer überschreiten, entstehen Gewebeschäden (Verbrennungen, Verbrühungen, Erfrierungen). Die thermischen Schmerzschwellen sind erhöht, wenn die Anzahl der Aδ- und C-Faser-Nozizeptoren herabgesetzt ist bei bestimmten Nervenerkrankungen (z. B. bei Polyneuropathie der Füße mit Verkümmern der Nervenendigungen infolge Diabetes mellitus). Als Folge krankhaft erhöhter Schmerzschwellen für Wärme-/Kälte-Reize werden Verbrennungen/Erfrierungen nicht rechtzeitig wahrgenommen.

## Mechanische Schmerzschwelle (Druckschmerz)
Isolierte mechanische Nozizeptoren an den Endigungen von Aδ-Nervenfasern (dieselben, die auch durch thermische Schmerzreize aktiviert werden) werden durch Krafteinwirkung von mindestens 10 mN (Schwellenwert) erregt. Zur Erregung mechanischer Nozizeptoren an den Endigungen isolierter C-Nervenfasern (derselben, die auch durch thermische Schmerzreize aktiviert werden) ist eine Reizstärke von mindestens 24 mN erforderlich.  Die Druckschmerzschwelle ist bei bestimmten Nervenerkrankungen (z. B. bei Polyneuropathie der Füße) erhöht, weil die Nervenendigungen der Aδ- und C-Fasern in den Füßen verkümmern. Die Folge einer krankhaft erhöhten Druckschmerzschwelle ist, dass druckbedingte Hautschäden und Wunden nicht rechtzeitig wahrgenommen werden.

## Erniedrigte Schmerzschwellen
Nozizeptoren werden nur durch Gewebeirritationen aktiviert, bei denen körpereigene Stoffe freigesetzt werden (u. a. Zytokine, Serotonin, Histamin). Lokale Entzündungen setzen ihrerseits weitere Zellsubstanzen frei, die die Empfindlichkeit der Nozizeptoren steigern, mit der Folge, dass die Schmerzschwelle bei Entzündungen sinkt (entzündetes Gewebe ist überempfindlich, sogar schon gegen leichte, ansonsten schmerzlose Irritationen wie Berührung; Hyperalgesie). Nach Abklingen der Entzündung normalisiert sich die Schmerzschwelle wieder. Das Gleiche gilt für Wundschmerz.

## Erhöhte Schmerzschwellen
Erhöhung der Schmerzschwellen ist meist krankhaft bedingt, durch Verminderung der Anzahl der Aδ- und C-Faser-Nozizeptoren oder Störung ihrer Funktion. Bei seltenen genetisch bedingten Erkrankungen besteht lebenslang Unempfindlichkeit gegen Schmerzreize, d. h. die Schmerzschwellen sind unermesslich erhöht (angeborene Schmerzunempfindlichkeit, „congenital insenitivity to pain“). Bei bestimmten Nervenerkrankungen (z. B. bei diabetischer Polyneuropathie der Füße) verkümmern der Nervenendigungen der Aδ- und C-Fasern (d. h. die Nozizeptoren) allmählich, mit der Folge, dass temperaturbedingte und mechanische Hautschäden schließlich nicht mehr rechtzeitig wahrgenommen werden können (diabetische Polyneuropathie ist unheilbar). Beim diabetischen Fußsyndrom liegt die mechanische Schmerzschwelle (Pinprick) höher als 512 mN, und die Hitze-Schmerzschwelle höher als 51 °C. Die Schmerzschwelle steigt vorübergehend u. a. bei Kühlung der entsprechenden Nervenfasern: die nötige Betriebstemperatur der Fasern wird unterschritten, die von den Nozizeptoren ausgesandten elektrischen Impulse kommen innerhalb der Nervenfaser ins Stocken. Gekühltes Gewebe ist weniger schmerzempfindlich, selbst gegenüber starken Schmerzreizen. Bestimmte Medikamente, sogenannte Lokalanästhetika, werden zur künstlichen vorübergehenden Erhöhung der Schmerzschwelle eingesetzt.

## Sonstiges
Im BDSM-Bereich ist das Phänomen der Algolagnie bekannt, bei dem ein taktiler Reiz in bestimmten Situationen nicht mehr als schmerzhaft, sondern als lustvoll empfunden wird. Auch hier wird von einer „Schmerzschwelle“ gesprochen.
Insbesondere zur Quantifizierung der mechanischen und thermischen Schmerzschwelle werden von der Industrie sogenannte Schmerzmesser (Dolorimeter) angeboten, die beispielsweise durch eine kontrollierte Steigerung von Temperatur oder Druckstärke die Schmerzschwelle erfassen.